# Oblast Rjasan
Koordinaten: 54° 24′ N, 40° 39′ O
Die Oblast Rjasan (russisch Рязанская область/ Rjasanskaja oblast) ist eine Oblast in der Region Zentralrussland südöstlich von Moskau.

## Geographie

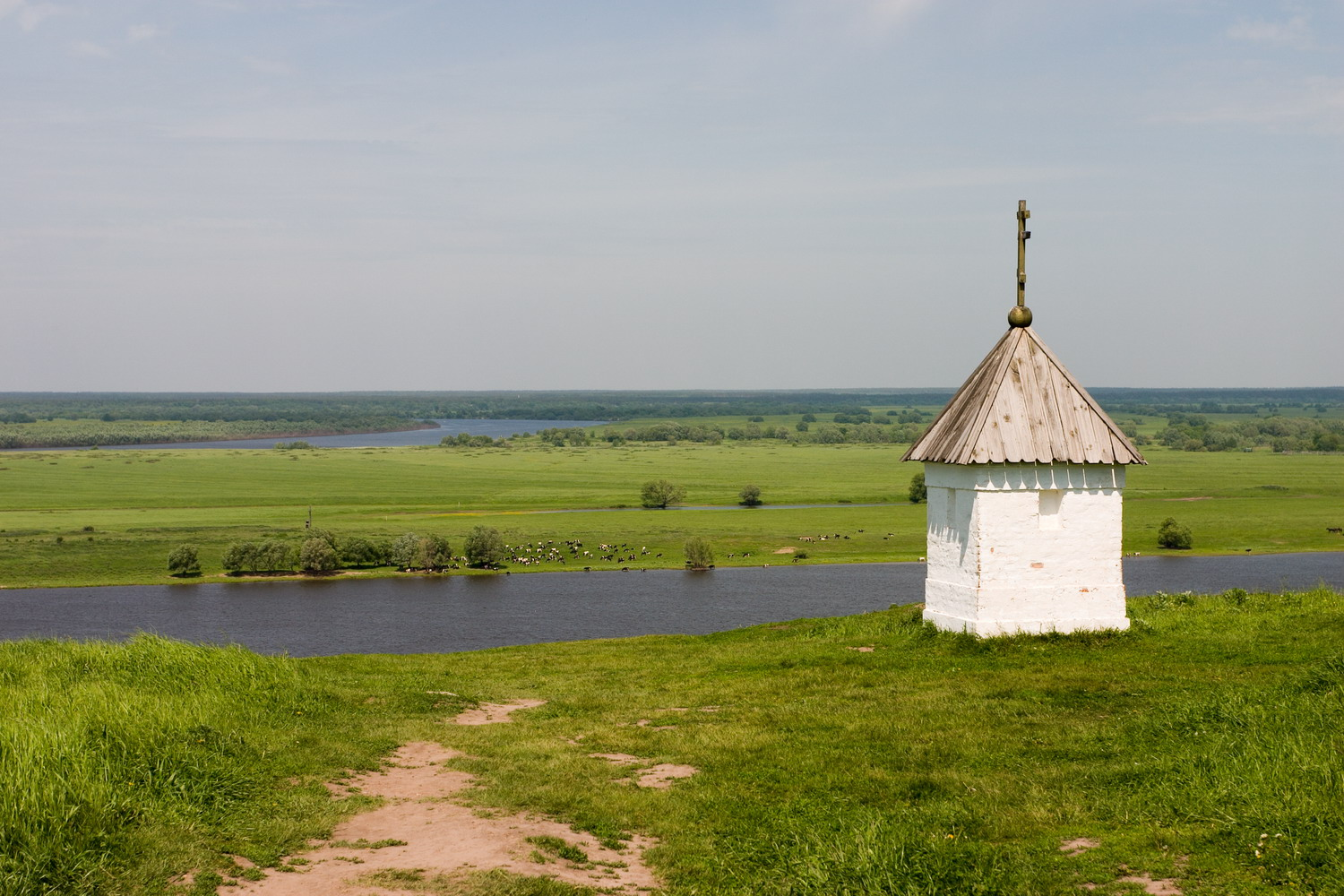
Die Oka bei Konstantinowo

Die Oblast liegt in der Osteuropäischen Ebene, genauer in der Oka-Don-Ebene. Der wichtigste Fluss ist die Oka, die die Oblast von West nach Ost durchfließt und das Territorium in zwei Teile teilt: einen bewaldeten nördlichen Teil und einen südlichen, der die Laubwaldzonen und die Waldsteppe einschließt. Das Klima ist gemäßigt kontinental. Die Durchschnittstemperatur beträgt im Januar −10 °C, im Juli +20 °C.

## Geschichte
Die Geschichte des Fürstentums Rjasan geht ins 10. Jahrhundert zurück. Seine Lage am Rand des von Russen besiedelten Gebietes hat immer wieder zu Kriegen geführt, so zum Beispiel der Mongolensturm von 1237. Das Fürstentum konnte sich lange gegen Moskau behaupten und kam erst 1521 endgültig unter dessen Oberhoheit.

## Wirtschaft
Mit Ausnahme der Hauptstadt ist die Region eher landwirtschaftlich geprägt. Vorkommende Bodenschätze sind in der Region Kalkstein, Mergel und Ton. Von großer Bedeutung sind auch die Vorkommen an Kalkstein, Glas- und Quarzsand. Es gibt auch Vorkommen von Phosphoriten,  Gipsgesteinen, Brauneisenstein, Kohle, Minelalfarben und Torf. Hauptindustriezweige sind in Rjasan die Verarbeitung von Erdölprodukten, die Metallverarbeitung, die Nachrichtenelektronik, die Bau- und Nahrungsmittelindustrie.

## Bevölkerung
Bei den letzten russischen Volkszählungen in den Jahren 2002 und 2010 gab es eine Bevölkerungszahl von 1.227.910 respektive 1.154.114 Bewohnern. Somit sank die Einwohnerzahl in diesen acht Jahren um 73.796 Personen (−6,01 %). In Städten wohnten 2010 818.349 Menschen. Dies entspricht 70,91 % der Bevölkerung (in Russland 73 %). Bis zum 1. Januar 2014 sank die Einwohnerschaft weiter auf 1.140.844 Menschen. Die Verteilung der verschiedenen Volksgruppen sah folgendermaßen aus:
| Nationalität    | VZ 1989   | Prozent | VZ 2002   | Prozent | VZ 2010   | Prozent |
| --------------- | --------- | ------- | --------- | ------- | --------- | ------- |
| Russen          | 1.295.324 | 96,11   | 1.161.447 | 94,59   | 1.026.919 | 88,98   |
| Ukrainer        | 15.542    | 1,15    | 12.671    | 1,03    | 8.894     | 0,77    |
| Mordwinen       | 8.528     | 0,63    | 7.252     | 0,59    | 5.564     | 0,48    |
| Armenier        | 927       | 0,07    | 4.458     | 0,36    | 5.549     | 0,48    |
| Tataren         | 4.922     | 0,37    | 5.569     | 0,45    | 4.941     | 0,43    |
| Aserbaidschaner | 1.777     | 0,13    | 2.939     | 0,24    | 3.652     | 0,32    |
| Usbeken         | 749       | 0,06    | 750       | 0,06    | 3.278     | 0,28    |
| Zigane          | 1.597     | 0,12    | 2.165     | 0,18    | 2.862     | 0,25    |
| Weißrussen      | 4.580     | 0,34    | 3.500     | 0,29    | 2.425     | 0,21    |
| Moldawier       | 1.490     | 0,11    | 1.133     | 0,09    | 1.671     | 0,14    |
| Deutsche        | 1.054     | 0,08    | 1.571     | 0,13    | 1.010     | 0,09    |
| Juden           | 1.264     | 0,09    | 636       | 0,05    | 361       | 0,03    |
| Einwohner       | 1.347.753 | 100,00  | 1.227.910 | 100,00  | 1.154.114 | 100,00  |

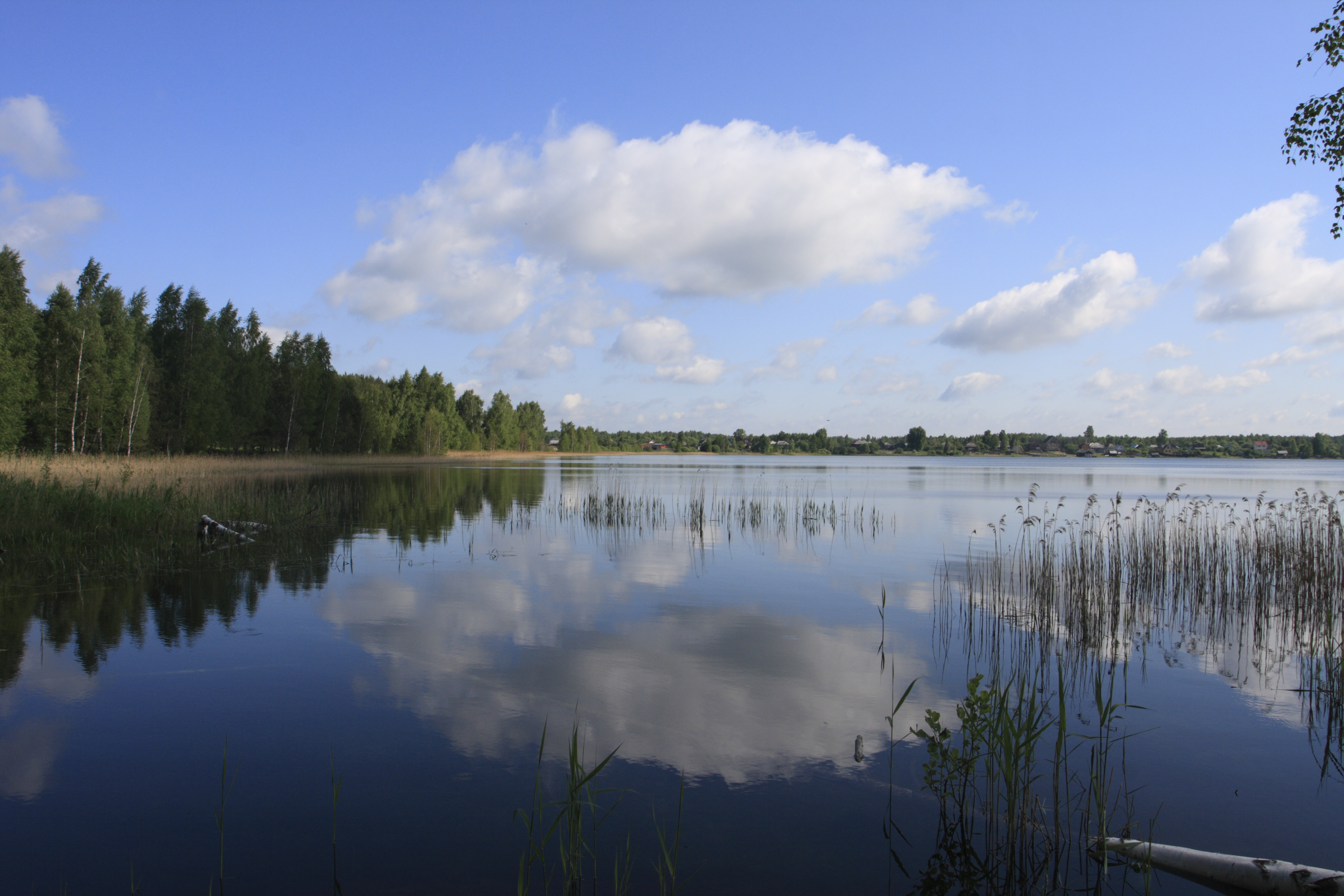
Beloje-See in der Meschtschora bei Spas-Klepiki

Anmerkung: die Anteile beziehen sich auf Gesamtzahl der Einwohner. Also mitsamt dem Personenkreis, der keine Angaben zu seiner ethnischen Zugehörigkeit gemacht hat (2002 13.217 resp. 2010 74.419 Personen)
Die Bevölkerung des Gebiets besteht fast gänzlich aus Russen. Die Ukrainer sind die bedeutendste ethnische Minderheit in der Oblast Rjasan. Ihre Zahl – wie auch die Anzahl der Mordwinen, Weißrussen, Russlanddeutschen und Juden – sinkt allerdings stark. Aus dem Transkaukasus, Anatolien und Zentralasien dagegen sind seit dem Ende der Sowjetunion Tausende Menschen zugewandert. Nebst den oben aufgeführten Nationalitäten auch viele Tadschiken (1989: 252; 2010: 1612 Personen), Georgier (1989: 368; 2010: 630), Türken (1989: 7; 2010: 478) und Jesiden (1989: keine; 2010: 265).

## Verwaltungsgliederung und größte Städte
Die Oblast Rjasan gliedert sich in 25 Rajons und 4 Stadtkreise. Das Verwaltungszentrum der Oblast, Rjasan, ist die einzige Großstadt der Oblast. Mit großem Abstand nach Einwohnerzahl folgen
Kassimow, Skopin und Sassowo, die neben Rjasan die anderen drei Stadtkreise bilden. Insgesamt gibt es in der Oblast 12 Städte und 21 Siedlungen städtischen Typs.
| Name     | Russisch | Einwohner (14. Oktober 2010) |
| -------- | -------- | ---------------------------- |
| Rjasan   | Рязань   | 524.927                      |
| Kassimow | Касимов  | 33.491                       |
| Skopin   | Скопин   | 30.376                       |
| Sassowo  | Сасово   | 28.118                       |
| Rjaschsk | Ряжск    | 21.674                       |